# Abraham Eliazer van Collem
Abraham (Bram) Eliazer van Collem (Rotterdam, 13 oktober 1858 — Heemstede, 3 november 1933) was een Nederlands communistisch dichter.

## Levensloop
Abraham van Collem werd geboren in Rotterdam als zoon van Eliazar van Collem, venter in manufacturen, en Jetta Vroman, marktkoopvrouw. De familie van Van Collem zat in de confectieindustrie en hij stond al vroeg aan het hoofd van het bedrijf. Echter door de culturele veranderingen in de jaren 1880 ging de voorkeur van Van Collem naar andere gebieden dan de handel en industrie. In 1890 trouwde hij met Henriette Prins, met haar kreeg hij drie dochters en een zoon. Zijn eerste bundel prozaschetsen kwam uit in 1891 onder de naam Russische melodieën. Het was een felle reactie op de pogroms in Rusland, mede wanwege zijn joodse achtergrond. Van Collems dichterlijke ontplooiing vindt plaats na zijn vijftigste levensjaar. Hij publiceert in socialistische maandblad De Nieuwe Tijd, waarvan onder andere Frank van der Goes, Herman Gorter en Henriëtte Roland Holst redacteuren waren. Diverse werken volgenden en Van Collem schaarde zich met zijn stijl naast namen als Gorter, Henriette Roland Holst en Adama van Scheltema. Van Collem maakte ook gebruik van pseudoniemen, hij schreef onder de namen Lodewijk Gangwater, Bram Westergeest.
Van Collem was de grootvader van de journalist en schrijver Hans Koning.

## Werken
- Russische melodieën (1891)
- Van stad en land (1906)
- Liederen van huisvlijt (1917)
- Liederen der gemeenschap. (1918)
- Opstandige liederen (1919)
- Het wonder (1920)
- Nieuwe liederen der gemeenschap (1920)
- Van God en van de natuur (1921)
- Liederen der gemeenschap. Derde bundel (1922)
- Van de nieuwe gemeenschap der menschen (1924)
- De soldaten (1927)
- God (1930)